# Pabna
Pabna, nota anche come Pubna, è una città del Bangladesh appartenente alla divisione di Rajshahi, nel Bangladesh centro-occidentale. È situata lungo il fiume Ichamati, un affluente del Padma superiore (Gange).
Centro industriale, Pabna ospita impianti dove vengono prodotti iuta, cotone, riso, farina, olio, carta e zucchero. Essa produce anche prodotti farmaceutici. Importanti attività artigianali sono la produzione di calzature e manufatti. Tra i suoi resti storici figurano il tempio indù di Jor Bangla, risalente al XIX secolo, e la cisterna di Pabna Jubilee (un bacino idrico artificiale scavato nel 1887). Pabna venne costituita come municipalità nel 1876; ha diversi ospedali generali e specializzati, tra cui un ospedale psichiatrico, e numerosi college governativi e privati.
L'area circostante giace entro la regione triangolare formata dalla confluenza dei fiumi Padma e Jamuna (il nome dato in Bangladesh al Brahmaputra). Una vasta pianura alluvionale è intersecata da una rete di corsi d'acqua, e molti villaggi sono accessibili solo in barca durante la stagione delle piogge. Il suolo, arricchito da depositi alluvionali, produce riso, iuta, grano, canna da zucchero e legumi.